# マクドネル山脈
マクドネル山脈（英語:MacDonnell Ranges マクドネル山地とも）は、オーストラリア大陸中央部にある山脈で、オーストラリア連邦、ノーザンテリトリー（北部準州）の南部を東西に伸びる。

## 概要

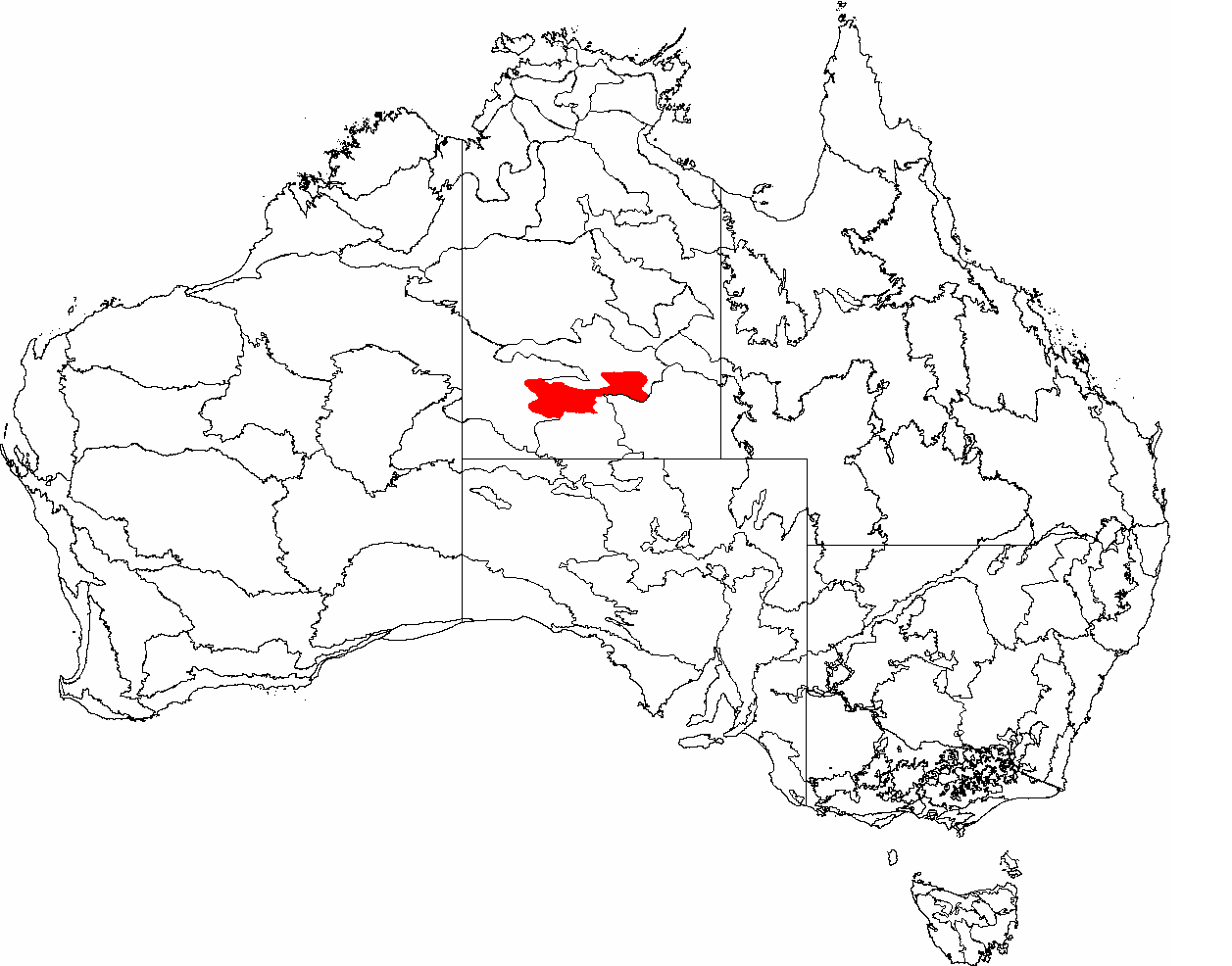
マクドネル山脈の位置

マクドネル山脈は、オーストラリア中部の砂漠地帯にある山脈で、標高はさほど高くなく、緩やかな丘の部分と険しい渓谷の部分に分かれ、中でも険しい部分が、アリゾナのグランドキャニオンに似ていることから「オーストラリアのグランドキャニオン」と呼ばれることもある。この山脈の幅は非常に広く、地形としては「山脈」よりも単なる山地に近い。この山脈を大きく西マクドネル山脈と東マクドネル山脈の二つに分けることができ、規模は西マクドネル山脈の方が大きい。
山脈やその近辺には国立公園が点在し、交通も発達しているため、西マクドネル山脈を中心に多くの観光客が訪れ、ウルル（エアーズロック）と並ぶアウトバックを代表する観光名所となっている。水源が幾つもあり、昔から周辺地域に比べ住みやすい環境であり、オーストラリアの先住民の文化の中心地であったとともに、同州の州都であるダーウィン や、アデレードなどの沿海の都市部から隔絶しているため、現在にいたって古代からのアボリジニ文化が根付いている。また、西マクドネル山脈の西部は、アボリジナル・ランド（オーストラリア先住民の所有である土地）であり、立入禁止となっている。この地域には40ほどの希少種の生物、主に植物が生息しているとされ、「マクドネルソテツ（学名：Macrozamia Macdonnelli）」などの数少ない原産種もある。
主な産業は特殊な地形を活かした観光業となっているが、ゴールドラッシュ時の名残として鉱業も営まれている。

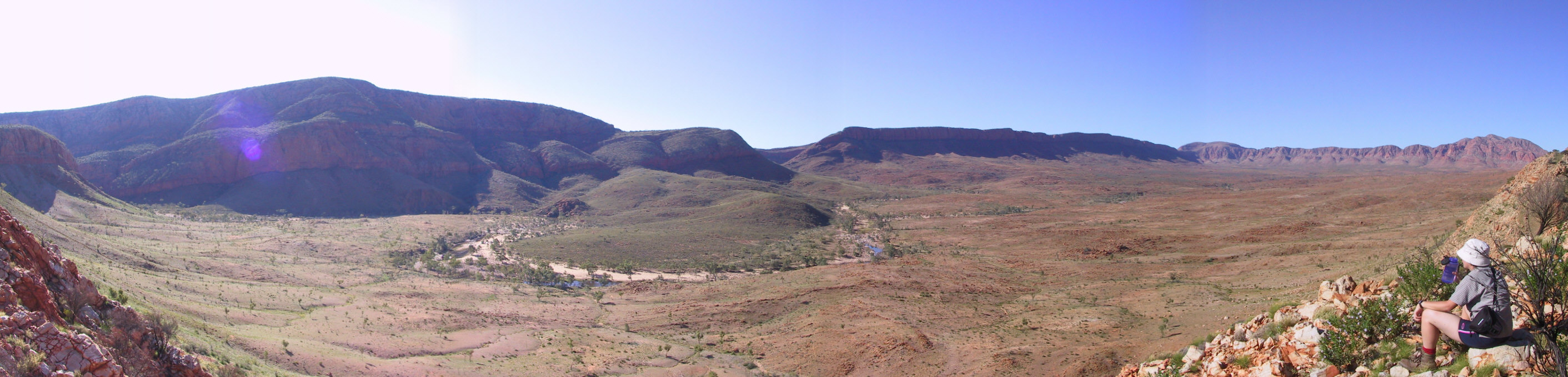
ブルフ山とその周辺

## 歴史

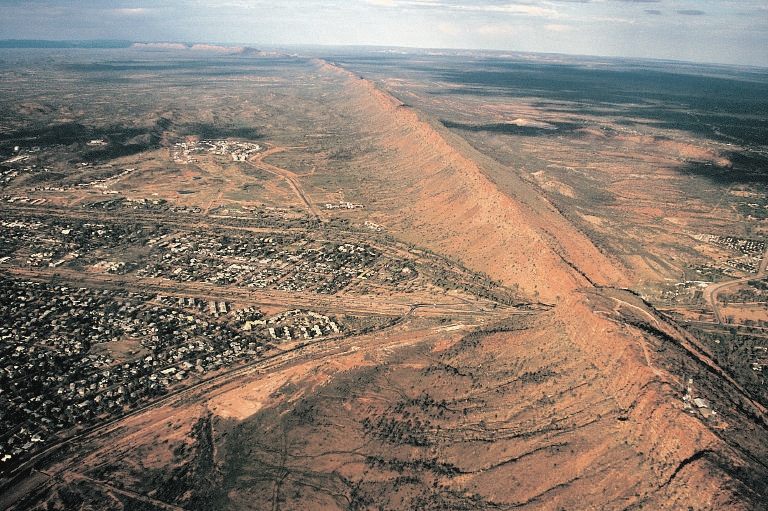
アリススプリングスとマクドネル山脈

数万年前からこの地域にはオーストラリア中部の先住民のアボリジニが住んでおり、その先住民の間では、200kmほど南西に離れたレッドセンターの地下から「イェペレンイェ(yeperenye)」という巨大なイモムシがこの世界に来て、そのイモムシがこのマクドネル山脈に変貌したという伝説がある。
1860年頃にジョン・マクドネル・スチュアートの弟子の探検家達がこの山脈を発見し、ジョンがこれを「マクドネル」と名付けたのが地名の由来とされる。その20年後にはゴールドラッシュが東マクドネル山脈を中心に起こり、地域の開拓が進んでいき、道路の整備や農地の開発が進んだ。当時の市街は現在のアリススプリングスにあたる。
　アリススプリングス#歴史も参照

## 地理

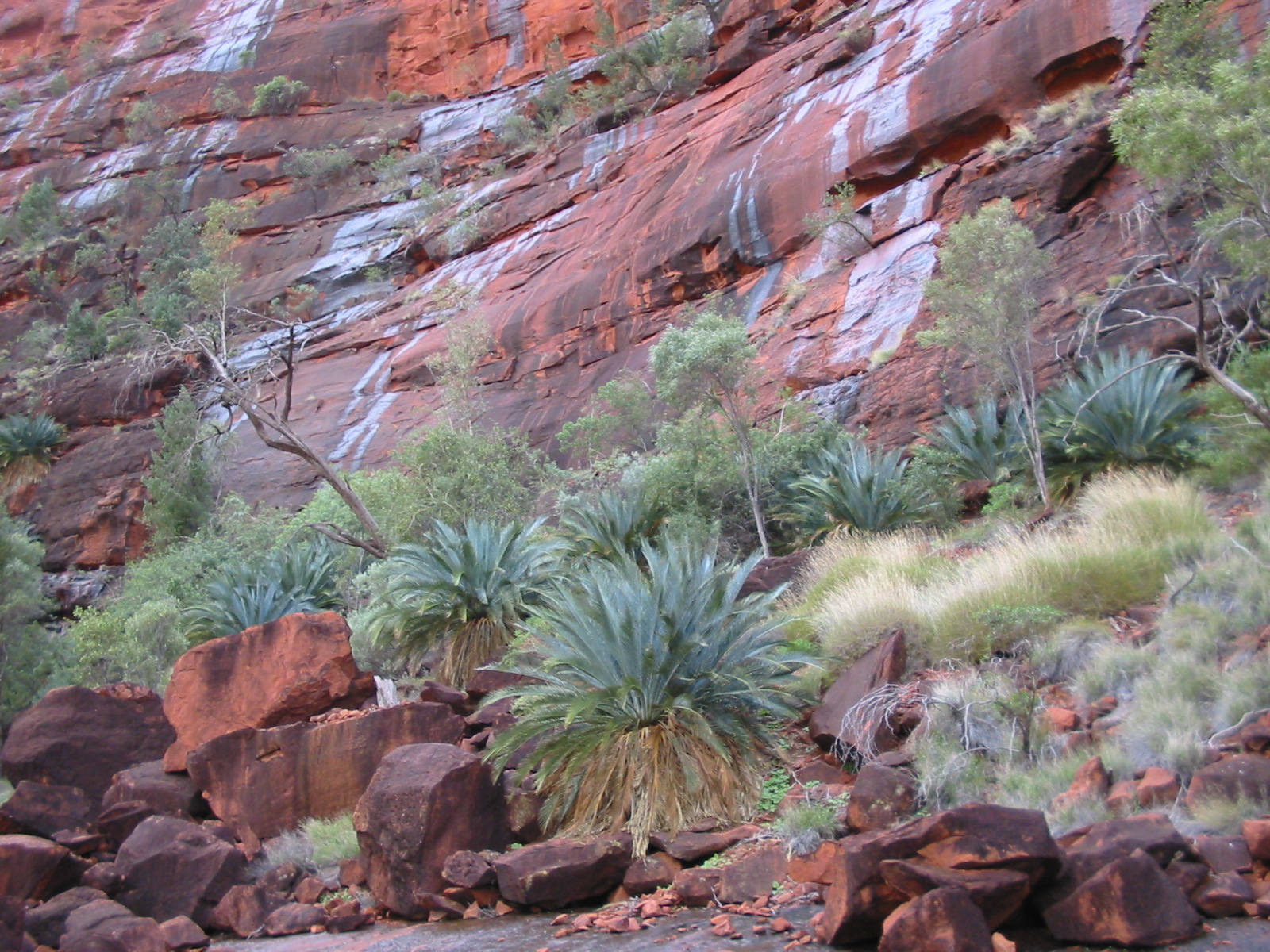
マクドネル山脈の露頭

ノーザンテリトリーの南西部から南東部に伸びるマクドネル山脈は、ジェームズ山脈と平行に近い関係にあり、シンプソン砂漠、タナミ砂漠、ギブソン砂漠、グレートサンディー砂漠などの乾燥地帯に囲まれ、オーストラリア大陸のほぼ真ん中に位置しながらも、砂漠気候よりステップ気候（半乾燥）の傾向が強いとされる。一年を通しての平均降水量は320mmほどと、オーストラリアの内陸部の一般的な気候より少し湿っている。
現在、乾燥帯の傾向が非常に強い中央オーストラリアは、古代は熱帯雨林地帯であり、河川が多く存在したため、現在では数多くの険しい渓谷や侵食の跡がある。しかし、現存する河川や湖沼は少なくはない。フィンク川、ヘア川、ルイス湖などの水域は今も残っている。
地学上ではマクドネル山脈は「世界で最も古い土地」の一つとされ、大昔は現在よりも標高が高く、鋭い形が成されていたとされ、長い年月をかけて風化、侵食の作用で標高が低く、丸い形になったと考えられている。
山脈の東西の境界の近くには、ノーザンテリトリーで二番目に人口が多い都市、アリススプリングスが位置しており、ザ・ガン（オーストラリア大陸縦断鉄道）や、国道87号が山脈を横切っている。アリススプリングスの都市開発が行われた際には、山脈に途切れている部分があったため、鉄道や道路を比較的容易に設置することができた。また、観光目的を主とした「東マクドネル・ループロード」などの小規模な道もあるが、それらは舗装されておらず、交通には用いられない、あるいはそのような状態に近い道路がほとんどである。最高地点はジール山山頂の1,531mであり、山麓の標高は500m-600mである。アリススプリングスの標高は550m前後である。

### 主な山岳

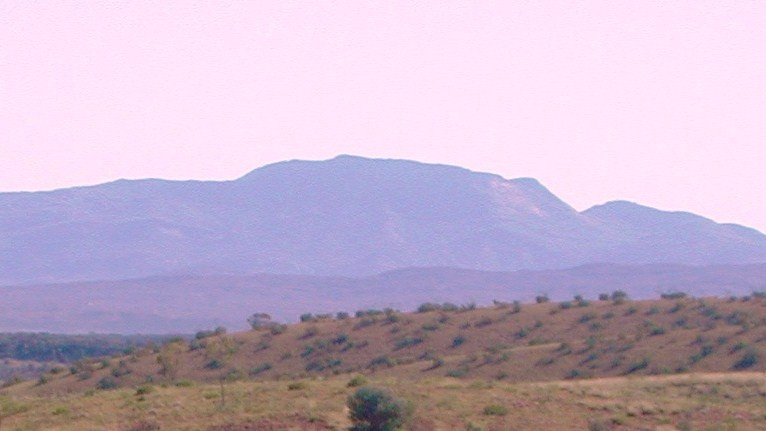
ジール山

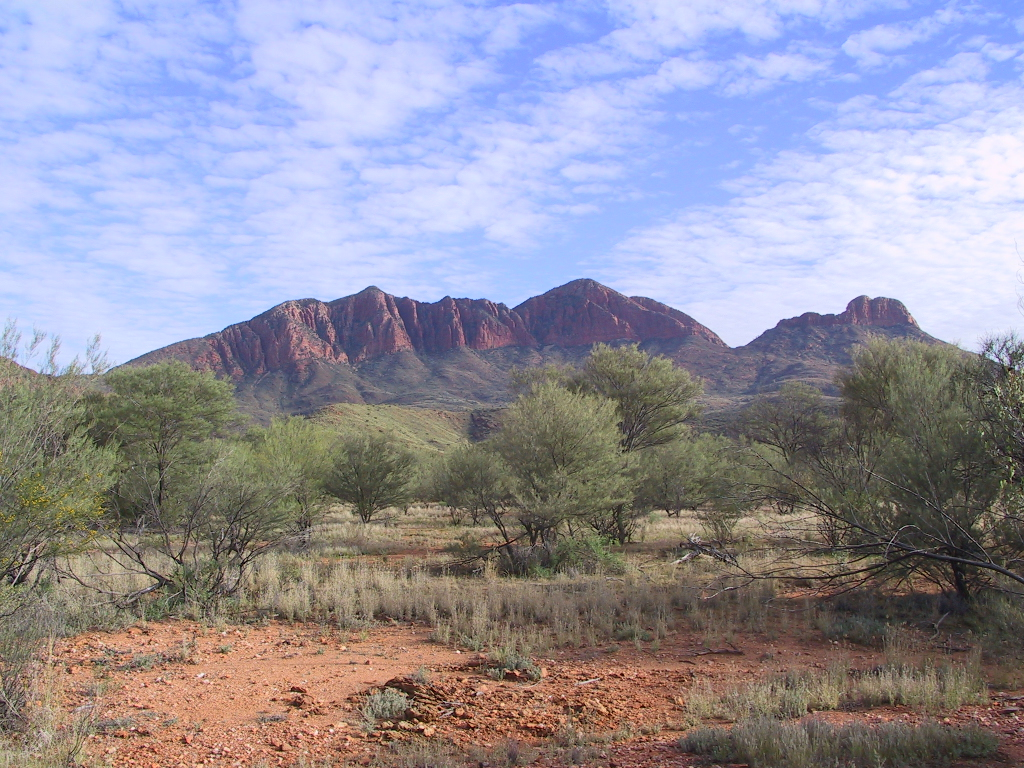
ソンダー山

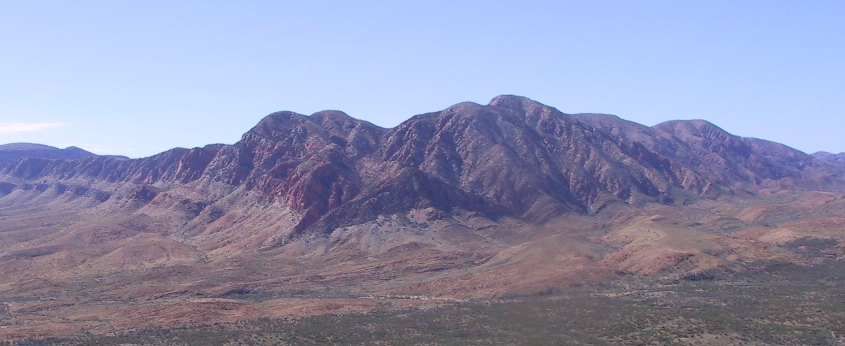
ジャイルズ山

標高1000m以上の山岳のみを記載

#### 西マクドネル山脈
- ジール山 (Mount Zeil) - 標高1,531m
- リエビグ山 (Mount Liebig) - 標高1,524m
- ソンダー山 (Mount Sonder) - 標高1,380m
- ブラフ山 (Mount bluff) - 標高1,367m
- ジャイルズ山 (Mount Giles) - 標高1,357m
- レーザーバック山 (Mount Razorback) - 標高1,241m
- ハイ山 (Mount Hay) - 標高1,199m
- チャプル山 (Mount Chapple) - 標高1,173m
- コンウェイ山 (Mount Conway) - 標高1,130m
- クロフォード山 (Mount krawford) - 標高1,063m
- ラリー山 (Mount Larrie) - 標高1,054m
- ロイド山 (Mount Lloyd) - 標高1,053m

#### 東マクドネル山脈
- ブラッセイ山 (Mount Brassey) - 標高1,166m
- パーマー山 (Mount Palmer) - 標高1,149m
- ローレン山 (Mount Laughlan) - 標高1,129m
- リッドク山 (Mount riddock) - 標高1,075m
- ミルトン山 (Mount Milton) - 標高1,068m
- マベル山 (Mount Mabelle) - 標高1,062m
- プフィッツナー山 (Mount Pfitzner) - 標高1,040m
- ストラングウェイズ山 (Mount strangways) - 標高1,018m
- キャンベル山 (Mount Campbell) - 標高1,017m